# U-Bahnhof Skalka

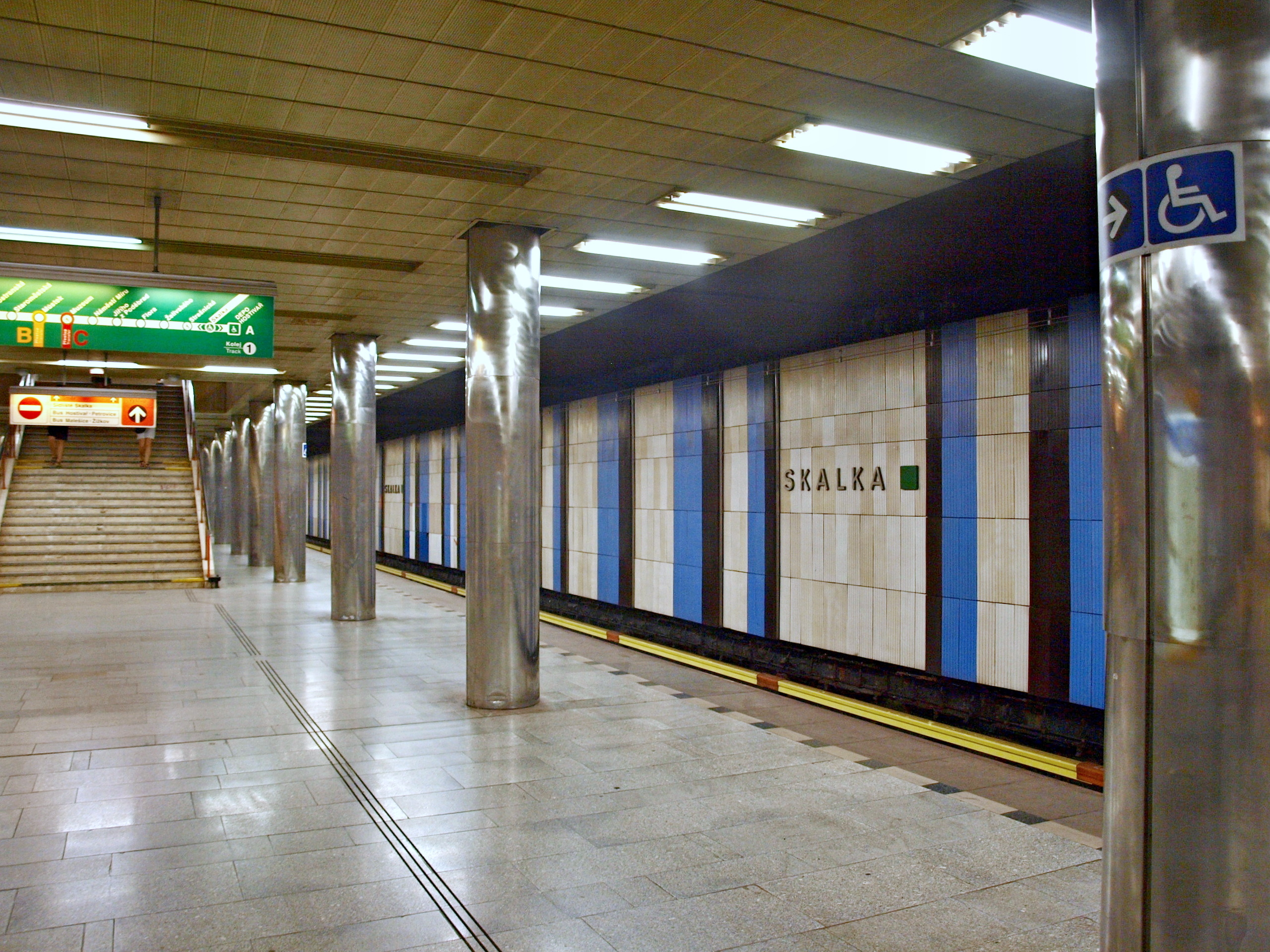
Bahnsteig der Station Skalka

Der U-Bahnhof Skalka ist eine Station der Prager Metrolinie A im Stadtteil Strašnice (Prag 10). Sie liegt zwischen der Station Strašnická und der östlichen Endstation Depo Hostivař. 
Der Bahnhof wurde am 4. Juli 1990 in Betrieb genommen und war bis 25. Mai 2006 die Endstation der Linie A. Der Bahnsteig liegt 9,25 Meter unter der Oberfläche und ist über einen Aufzug barrierefrei zugänglich. Es bestehen Umsteigemöglichkeiten zu öffentlichen Buslinien.